# António Ferrugento Gonçalves
António Eduardo de Andrade Ferrugento Gonçalves foi um engenheiro e ferroviário português.

## Biografia

### Carreira profissional
Exerceu como engenheiro na Companhia dos Caminhos de Ferro Portugueses, onde foi colaborador do engenheiro António Vicente Ferreira, e foi o autor dos projectos para várias obras de grande importância, como a variante do Rego-Areeiro para a então planeada Estação Central de Lisboa. Também foi o principal responsável pela introdução da prática dos estudos geo-hidrológicos na companhia. Distinguiu-se igualmente pelos seus serviços ao Ministério da Agricultura, e na Administração-Geral das Estradas, onde auxiliou na criação do Regulamento de Pontes de 1929, e liderou a Secção de Pontes até 1935. Também colaborou na Gazeta dos Caminhos de Ferro. Passou à reforma no dia 1 de Janeiro de 1965, tendo prestado 46 anos de serviço na Companhia dos Caminhos de Ferro Portugueses.

## Prémios e homenagens
Em 1953 recebeu o Prémio Brito Camacho, por ter obtido as melhores classificações no curso de engenharia civil do Instituto Superior Técnico.